# 1137 w polityce

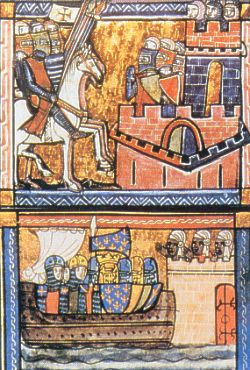
Ludwik VII Młody podczas wyprawy krzyżowej

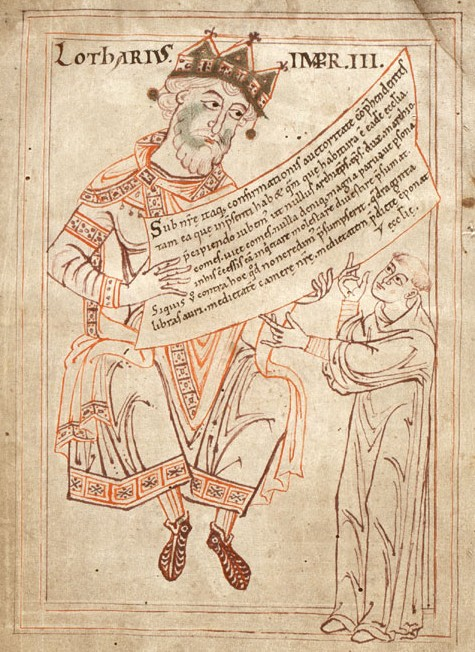
Lotar III, cesarz rzymski

Wydarzenia polityczne w 1137 roku.

## Wydarzenia
- Jan II Komnen, cesarz bizantyński, podporządkował Antiochię[1].
- Ludwik VII Młody zostaje królem Francji[2][3][4]. Będzie rządził do 1180.
- Unia Aragonii z Hrabstwem Barcelony[1][5].

## Urodzili się
- Saladyn, sułtan Egiptu i Syrii (lub 1138)[6].
- Ferdynand II, król Leonu (zm. 1188)[7].

## Zmarli
- 1 sierpnia Ludwik VI Gruby[8], król Francji[9][10].
- 18 września Eryk II Pamiętny, król Danii[11].
- 4 grudnia Lotar III, cesarz rzymski[12].
- Grzegorz VIII, antypapież[13][14][15][16].